# الکس رانگیری
الکس رانگیری (ایتالیایی: Alex Ranghieri؛ زادهٔ ۱۸ ژوئن ۱۹۸۷) بازیکن والیبال ساحلی اهل ایتالیا است. وی در بازی‌های المپیک تابستانی ۲۰۱۶ شرکت کرده‌است.